# Лондрина (футбольний клуб)
Спортивний клуб «Лондрина» або просто «Лондрина» (порт. Londrina Esporte Clube) — бразильський футбольний клуб з міста Лондрина, штат Парана. Клуб було засновано 5 квітня 1956 року, спочатку він виступав на стадіоні «Віторіну Гонсалвіш Діаш». Зараз клуб виступає на стадіоні «Ештадіу ду Кафі», який було спеціально побудовано для виступів «Лондрини» в бразильському чемпіонаті 1976 року.
Найуспішнішим в історії клуб був період з 1975 по 1982 роки, коли «Лондрина» протягом шести сезонів виступала в вищому дивізіоні чемпіонату Бразилії. Вони вилетіли з вищого дивізіону в 1980 році, проте вже наступного сезону стали переможцями другого дивізіону, і, таким чином, завоювали свій перший та останній на сьогодні національний трофей. Також команда чотири рази ставала переможцем чемпіонату штату, а також стала переможницею 12-го Чемпіонату Інтеріор Паранаенсе.
В 2013 році команда фінішувала в верхній частині турнірної таблиці основного етапу Ліги Паранаенсе. Незважаючи на те, що «Лондрина» не пробилася до фінальної частини чемпіонату штату, вони виграли Внутрішній чемпіонат, і тим самим, забезпечили собі в наступному сезоні участь в бразильській Серії D, найнижчому національному футбольному чемпіонаті Бразилії, крім того команда стартувала в першому раунді кубку Бразилії.

## Історія
«Лондрина» була створена групою спортсменів, які, після перегляду товариського матчу за участю «Насьйоналю» та «Васко да Гами» в Роландії, вирішили, що вони більше не мають бажання їздити до Роландії  на перегляд футбольних матчів, натомість вони створять власний клуб в Лондрині. Клуб під назвою «Лондрина Футбол та Регата» було засновано 5 квітня 1956 року. Для клубної символіки вони обрали блакитний та білі кольори.
В 1969 році «Лондрина Футбол та Регата» злилася з «Спортивним Клубом Парана», який було засновано в 1942 році, та утворили «Спортивний Клуб Лондрина» Червоний та білий, кольори прапору міста Лондрина, стали новими клубними кольорами. У 1972 році Карлуш Антоніу Франшеллу повернувся на посаду президента клубу, також він повернув блакитний та білий кольори стали клубними кольорами.
В 2008 році «Лондрина» вперше в своїй історії виграла кубок Парани, після перемоги в фіналі турніру над «Сіанорте». Клуб також виступав того ж сезону в Кубку Південної Бразилії. У півфіналі турніру в серії післяматчевих пенальті «Лондрина» поступилася «Бруске».

## Виступи в бразильській Серії А
«Лондрина» виступав у Серії А в 1976, 1977, 1978, 1979, 1981, 1982 та в 1986 роках Найкращим сезоном клубу був 1977 рік, коли клуб фінішував на 4-му місці.

## Досягнення
- Серія B
  -  Чемпіон (1): 1980

- Ліга Паранаенсе
  -  Чемпіон (4): 1962, 1981, 1992, 2014

- Кубок Парани
  -  Володар (1): 2008

- Серія C
  -  Срібний призер (1): 2015

## Стадіон
Домашній стадіон «Лондрини», «Ештадіу ду Кафе», був відкритий в 1976 році та вміщує 45 000 вболівальників. Тим не менше, стадіон «Ештадіу Віторіну Гонсалвіш», який також належить «Лондрині» та вміщує 13 000 вболівальників, також інколи використовується клубом для проведення домашніх поєдинків.

## Склад команди
| №  | Поз. | Нац.     | Гравець                         |
| -- | ---- | -------- | ------------------------------- |
| 2  | ЗХ   | Бразилія | Ігор Босел                      |
| 3  | ЗХ   | Бразилія | Вальтер Луїж да Сілва Араужу    |
| 4  | ЗХ   | Бразилія | Сільвіу Ендерсон Сантуш Фрейташ |
| 5  | ПЗ   | Бразилія | Франса                          |
| 8  | ПЗ   | Бразилія | Жерману Борович Кардошу Швегер  |
| 15 | ПЗ   | Бразилія | Бідія                           |
| 17 | НП   | Бразилія | Лукаш Машаду                    |
| 20 | ПЗ   | Бразилія | Жуліу Пасату                    |
| 21 | ЗХ   | Бразилія | Лукаш Рамон                     |
| 25 | ЗХ   | Бразилія | Матеуш Боргеш Домінгеш          |
| 26 | ЗХ   | Бразилія | Раї Рамуш                       |
| 27 | ПЗ   | Бразилія | Марсінью                        |

| №  | Поз. | Нац.     | Гравець                           |
| -- | ---- | -------- | --------------------------------- |
| 33 | ЗХ   | Бразилія | Маркондеш                         |
| 34 | ЗХ   | Бразилія | Педрау                            |
| 36 | ПЗ   | Бразилія | Андерсон Лейте Мораїш             |
| 40 | ВР   | Бразилія | Гільєрме да Рожа Нету             |
| 42 | ВР   | Бразилія | Сесар Аугушту душ Реїш Соареш     |
| 45 | НП   | Бразилія | Веллісон                          |
| 47 | ПЗ   | Бразилія | Марселу Антоніу ді Олівейра       |
| 54 | НП   | Бразилія | Сафіра в оренді з «Фож ду Ігуажу» |
| 95 | ПЗ   | Бразилія | Жатоба                            |
| 96 | ЗХ   | Бразилія | Ігор Міранда                      |
|    | ЗХ   | Бразилія | Майкон Сілва                      |
|    | ПЗ   | Бразилія | Селсу Луїш Онорату Жуніур         |

### В оренді
| № | Поз. | Нац.     | Гравець                      |
| - | ---- | -------- | ---------------------------- |
|   | ЗХ   | Бразилія | Аллан Віейра в «Санта-Кружі» |
|   | ЗХ   | Бразилія | Гілван в «Пайсанду»          |
|   | ЗХ   | Бразилія | Жардель в «Іраті»            |
|   | ЗХ   | Бразилія | Жуліу в «Іраті»              |

| № | Поз. | Нац.         | Гравець                                       |
| - | ---- | ------------ | --------------------------------------------- |
|   | ПЗ   | Бразилія     | Паулу в «Іраті»                               |
|   | ПЗ   | Бразилія     | Родольфу в «Іраті»                            |
|   | НП   | Бразилія     | Артур Сайке ду Насіменту Круж в «Санта-Кружі» |
|   | НП   | Буркіна-Фасо | Яя в «Іраті»                                  |

## Відомі гравці
- Дзетті
- Зе Еліаш
- Рафінья
- Джоване Елбер
- Едіньйо
- Рікарду Алвес Перейра